# Gerard Butler

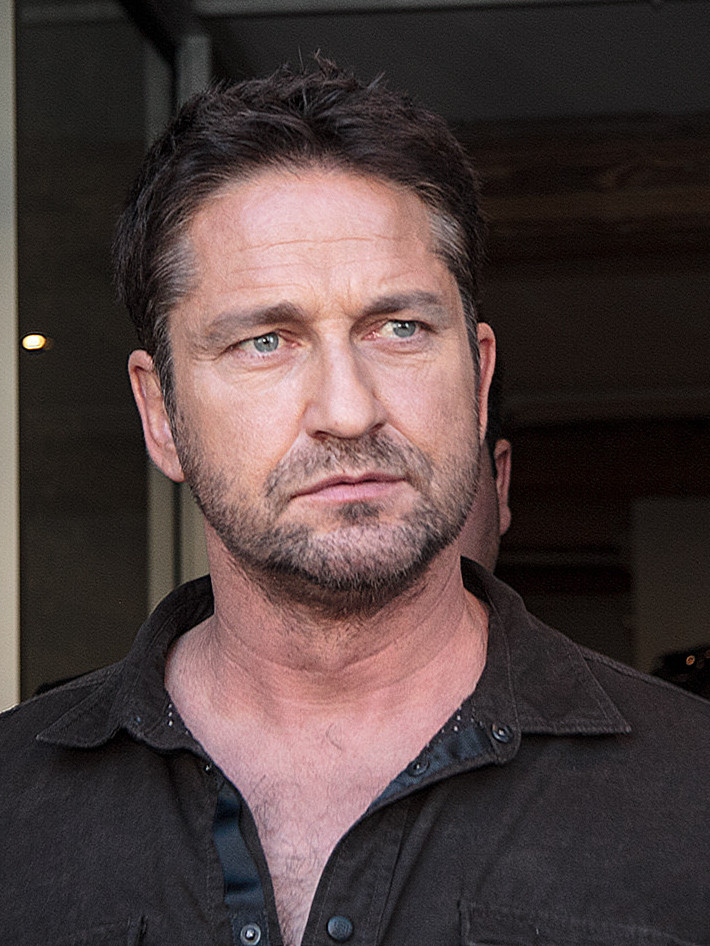
Gerard Butler beim Toronto International Film Festival 2016

Gerard „Gerry“ James Butler (* 13. November 1969 in Paisley, Schottland) ist ein britischer Schauspieler und Filmproduzent.

## Leben
Gerard Butler wurde am 13. November 1969 als jüngstes Kind von Margaret und Edward Butler in Paisley in der schottischen Council Area Renfrewshire geboren. Seine Familie ist irischer Abstammung und katholischen Glaubens. In seiner frühen Kindheit lebte er einige Zeit im kanadischen Montreal. Nachdem die Ehe seiner Eltern in die Brüche gegangen war, zog seine Mutter zurück nach Paisley, wo Gerard zusammen mit seinem Bruder Brian und seiner Schwester Lynn aufwuchs. Seinen Vater Edward traf er erst im Alter von 16 Jahren wieder. Danach hatten sie ein enges Verhältnis. Sein Vater starb, als Butler Anfang Zwanzig war.
Butler besuchte die katholische St Mirin’s and St Margaret’s High School in Paisley und begann anschließend ein Jurastudium an der Universität Glasgow. Er war dort sehr engagiert und man wählte ihn zum Präsidenten der Vereinigung der Jurastudenten. Kurz vor Ende seiner Ausbildung in einer angesehenen Glasgower Anwaltskanzlei wurde er entlassen, da er zu oft fehlte. Im Februar 2012 erklärte Butler, dass er in seinen Zwanzigern unter einem massiven Alkoholproblem gelitten hatte. Nachdem er seinen Job in der Anwaltsfirma verloren hatte, beschloss er, sein Leben zu ändern. Er hörte auf zu trinken und zog nach London, wo dann seine Schauspielkarriere begann. Seitdem trinkt er keinen Alkohol mehr. „Ein oder zwei Drinks waren nie genug für mich, ich wusste nicht, wann Schluss ist, also musste ich ganz damit aufhören. Heute ist es, als hätte ich noch nie einen Schluck Alkohol getrunken.“
Seine Schauspielkarriere begann, als er in einem Londoner Café von Schauspieler Steven Berkoff angesprochen wurde, der ihm eine Bühnenrolle in dem Stück Coriolanus anbot. Später erhielt er den Part als Renton in der Bühnenversion des Romans Trainspotting (im Film gespielt von Ewan McGregor). Seine erste Filmrolle hatte er als Billy Connollys jüngerer Bruder im Film Ihre Majestät Mrs. Brown (1997).
Während der Dreharbeiten in Schottland war Butler mit seiner Mutter in der Nähe des Flusses Tay, als sie die Schreie eines Jungen hörten, der mit Freunden schwimmen war. Butler sprang ins Wasser und rettete den Jungen vor dem Ertrinken. Er erhielt dafür eine Tapferkeitsurkunde der Royal Humane Society.
Butlers Filmkarriere ging weiter mit kleinen Rollen im James-Bond-Film Der Morgen stirbt nie (1997) und Russell Mulcahys Talos – Die Mumie (1998). Im Jahr 2000 wurde Butler in der Rolle besetzt, die ihm den Durchbruch bescherte, als erster Darsteller von Attila dem Hunnen in der gleichnamigen Verfilmung. Die Produzenten der Mini-Serie wollten einen bekannten Darsteller für die Rolle, kamen aber auf Butlers Probeaufnahmen zurück und entschieden sich schließlich für ihn. Während der Aufnahmen für Attila lief das Casting für Wes Cravens neue Version des Dracula-Vermächtnisses. Wes wollte ebenfalls einen bekannten Namen, Butler konnte sich aber durchsetzen. Attila erreichte letztendlich die zweithöchste Quote, die eine Mini-Serie je bekommen hatte.
Seitdem spielte Butler in Die Herrschaft des Feuers (2002) neben Christian Bale und Matthew McConaughey als Creedy und Lara Croft: Tomb Raider – Die Wiege des Lebens (2003) als Terry Sheridan neben Angelina Jolie, Djimon Hounsou und Til Schweiger. Die Rolle, die ihm große Aufmerksamkeit von Kinogängern und Filmemachern bescherte, war die des André Marek in der Kinoversion von Michael Crichtons Roman Timeline (2003) neben Paul Walker. Butler spielt einen Archäologen, der mit einem Team von Studenten durch die Zeit reist, um einen Kollegen zu retten. Ende 2004 erschien er in Andrew Lloyd Webbers filmischer Musical-Adaption Das Phantom der Oper. Sein Porträt des Titelhelden in der erfolgreichen Kinoadaption des Bühnenmusicals brachte ihm internationalen Erfolg. 2005 spielte er die Hauptrolle des Beowulf in der Verfilmung des gleichnamigen Heldenepos Beowulf & Grendel unter der Regie von Sturla Gunnarsson.
2006 beendete er die Dreharbeiten der Warner Bros.-Produktion 300, basierend auf Frank Millers gleichnamiger Graphic Novel, welche es ebenfalls zu großem Erfolg brachte. Im März 2006 begann er die Arbeit an Spiel mit der Angst (2007), weitere Darsteller sind Pierce Brosnan und Maria Bello. Im Oktober 2006 stand Butler an der Seite von Hilary Swank für die Romanverfilmung von Cecelia Aherns Buch P.S. Ich liebe Dich in New York und Irland vor der Kamera, deutscher Kinostart des Filmdramas war am 17. Januar 2008.
2009 folgte Die nackte Wahrheit mit Katherine Heigl und 2010 spielte Butler an der Seite von Jennifer Aniston die Hauptrolle in Der Kautions-Cop.
In dem 2010 veröffentlichten Film Drachenzähmen leicht gemacht, sowie in dessen beiden Fortsetzungen, sprach Butler die Stimme von Haudrauf dem Stoischen.
Am 15. und 16. Oktober 2010, dank der Popularität seiner Rolle als spartanischer König Leonidas und der Verwendung seiner Rollentexte bei sportlichen Veranstaltungen an der Michigan State University, war er Gast bei ihrem Basketballspiel Midnight Madness und dem amerikanischen Homecoming-Football-Spiel der Universität.

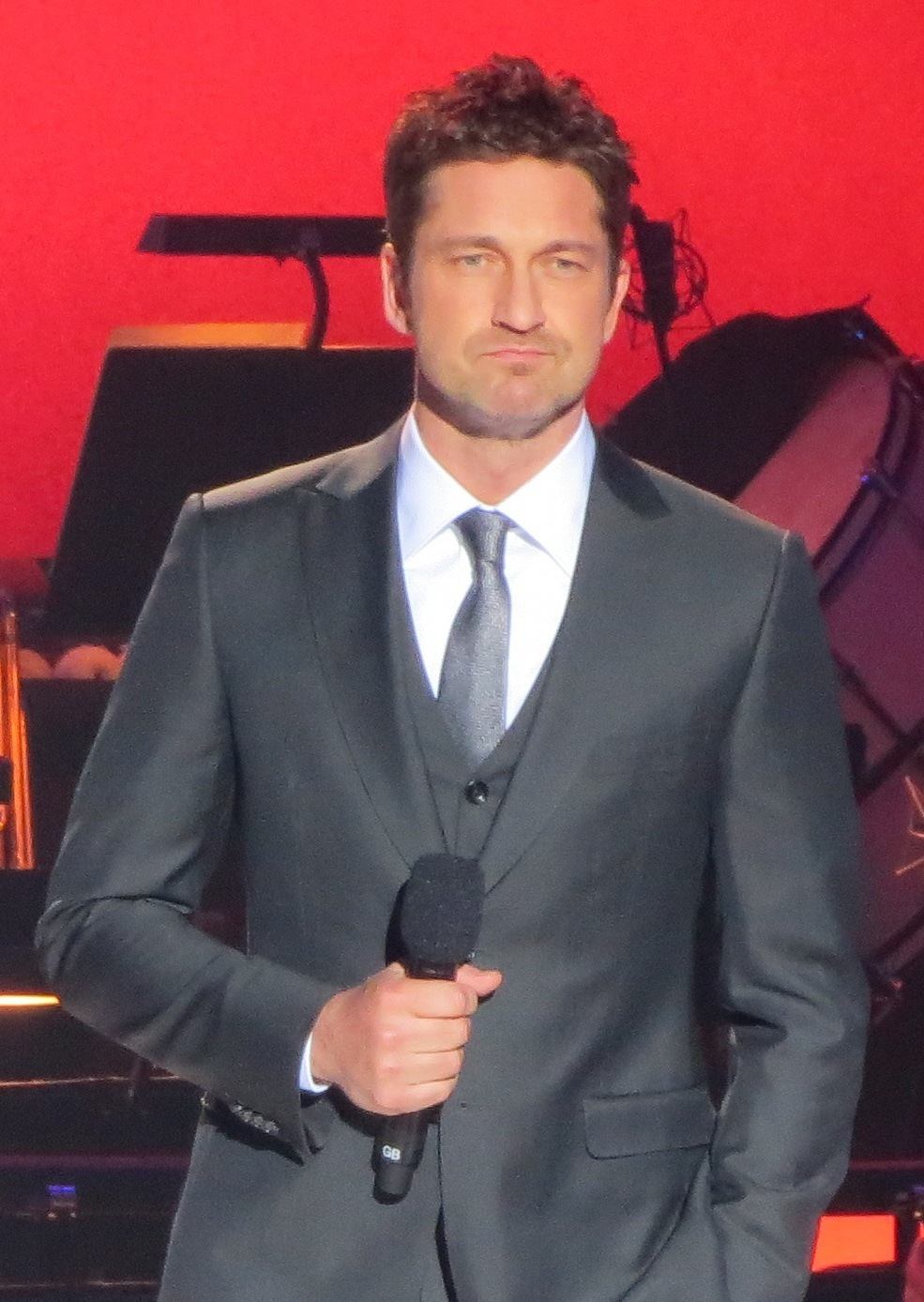
Gerard Butler (2012)

Am 18. Dezember 2011 wurde Butler bei den Dreharbeiten zu seinem Film Chasing Mavericks bei einem Surfunfall verletzt. Er wurde ins Krankenhaus eingeliefert, nachdem er unter große Wellen gezogen worden war. Anschließend wurde er zur Klinik der Stanford University gebracht, doch später entlassen. Am 19. August 2012 berichtete das Musikmagazin New Music Express, dass Butler bei den Dreharbeiten für Playing for Keeps Lieder schrieb und dabei gewesen sei ein Album aufzunehmen. Es wurde erzählt, dass ihn Marilyn Manson, Jack Black und Johnny Depp beraten haben sollen, wie man ein Rockstar wird. Doch in einem Interview mit dem Magazin Parade im Jahr 2013, als er gefragt wurde, ob er mit Manson oder Depp über Rock-Musik gesprochen hätte, sagte Butler: „Ich hatte noch nie Gespräche mit Marilyn Manson oder Johnny Depp. Obwohl irgendeine Konversation mit einem von ihnen, wäre großartig!“
Butler spielte in dem Action-Thriller Olympus Has Fallen, der im Jahr 2013 veröffentlicht wurde, mit Filmpartnern Aaron Eckhart und Morgan Freeman. Butler erwähnte, dass er sich während der Dreharbeiten zwei Knochen in seinem Hals brach, doch nichts davon wusste, bis ein MRT-Scan gemacht wurde.
Im Jahr 2016 spielte Butler die Hauptrolle in dem Film London Has Fallen, der Fortsetzung von Olympus has Fallen. Weiterhin porträtierte er im selben Jahr die altägyptische Gottheit Seth in dem Film Gods of Egypt.
Zudem ist er im Film 300: Rise of an Empire in verschiedenen Rückblenden als König Leonidas zu sehen.
Butler spielt auch die Hauptrolle im US-Film Criminal Squad, welcher von Christian Gudegast geschrieben wurde und der die Regie führte. Gudegast ist der Sohn von Eric Braeden, einem US-Schauspieler deutscher Herkunft.
Gerard Butler betätigte sich im Laufe seiner Karriere mehrfach als Testimonial in Werbespots. Zuletzt war er als Gesicht der Parfum-Marke BOSS Bottled von Hugo Boss zu sehen. 2018 engagierte der Einrichtungspartnerring VME Butler als Testimonial für die deutsche Möbelmarke Interliving.
Seine deutsche Synchronstimme ist meist Tobias Kluckert.

## Privatleben
Butler ist seit 2010 Unterstützer der Wohltätigkeitsorganisation Mary’s Meals. Er besuchte im Jahr 2014 das Programm der internationalen Entwicklungshilfe in Liberia.
Ab Oktober 2011 teilte Butler seine Zeit zwischen Los Angeles und Glasgow auf. Berichten zufolge hatte Butler geäußert, dass er Interesse an dem Kauf eines schottischen Schlosses habe.
Im Jahr 2011 spielte Butler bei einem Wohltätigkeitsspiel für den Fußballverein Celtic Glasgow, den er seit seiner Kindheit als Fan unterstützt. Ein Jahr später spielte er einen ehemaligen Fußballspieler im Film Kiss the Coach. Im August 2013 kaufte er ein Aktienpaket der Cricket-Mannschaft Jamaica Tallawahs, die Teil der Limacol Caribbean Premier League ist.
Butler wurden zahlreiche Affären nachgesagt, darunter zu Naomi Campbell, Cameron Diaz sowie Jennifer Aniston. Keine dieser Liaisons wurde jedoch offiziell bestätigt.
Zuletzt war er mit dem rumänischen Model Mădălina Ghenea liiert, wie er in der US-Comedyshow von Jay Leno Anfang Dezember 2012 bekannt gab. Im Juni 2013 bestätigte Butler das Aus der Beziehung.
Im Jahr 2018 nahm Butler an einer von den Freunden der israelischen Streitkräfte (FIDF) organisierten Spendengala teil, bei der 60 Millionen Dollar für die israelischen Verteidigungskräfte gesammelt wurden.
Im November 2018 wurde Butlers Haus nahe Los Angeles durch einen Waldbrand zerstört (Woolsey-Feuer). Der Schauspieler hat ein Video über den Schaden in den sozialen Medien veröffentlicht.

## Filmografie (Auswahl)

### Schauspieler
- 1997: Ihre Majestät Mrs. Brown (Mrs. Brown)
- 1997: James Bond 007 – Der Morgen stirbt nie (Tomorrow Never Dies)
- 1998: Fast Food
- 1998: Talos – Die Mumie (Tale of the Mummy)
- 1998: Little White Lies (Fernsehfilm)
- 1998: The Young Person’s Guide to Becoming a Rock Star (Fernsehserie)
- 1999: Bitte! (Kurzfilm)
- 1999: Lucy Sullivan Is Getting Married (Fernsehserie)
- 1999: One More Kiss (Fernsehfilm)
- 1999: The Cherry Orchard
- 2000: Harrison’s Flowers
- 2000: Wes Craven präsentiert Dracula (Wes Craven Presents Dracula 2000)
- 2001: Jewel of the Sahara (Kurzfilm)
- 2001: Attila – Der Hunne (Atilla, Miniserie)
- 2002: Shooters – Loser haben keine Chance (Shooters)
- 2002: The Jury (Miniserie)
- 2002: Die Herrschaft des Feuers (Reign of Fire)
- 2003: Lara Croft: Tomb Raider – Die Wiege des Lebens (Lara Croft Tomb Raider: The Cradle of Life)
- 2003: Timeline
- 2004: Lieber Frankie (Dear Frankie)
- 2004: Das Phantom der Oper (The Phantom of the Opera)
- 2005: Das Spiel ihres Lebens (The Game of Their Lives)
- 2005: Beowulf & Grendel
- 2006: Guilty Hearts
- 2006: 300
- 2007: Spiel mit der Angst (Butterfly on a Wheel)
- 2007: P.S. Ich liebe Dich (P.S. I Love You)
- 2008: Die Insel der Abenteuer (Nim’s Island)
- 2008: Rock N Rolla (RocknRolla)
- 2009: Die nackte Wahrheit (The Ugly Truth)
- 2009: Gamer
- 2009: Gesetz der Rache (Law Abiding Citizen)
- 2010: Der Kautions-Cop (The Bounty Hunter)
- 2010: Drachenzähmen leicht gemacht (How to Train Your Dragon, Stimme von Haudrauf der Stoische)
- 2011: Coriolanus
- 2011: Machine Gun Preacher
- 2012: Mavericks – Lebe deinen Traum (Chasing Mavericks)
- 2012: Kiss the Coach (Playing for Keeps)
- 2013: Movie 43
- 2013: Olympus Has Fallen – Die Welt in Gefahr (Olympus Has Fallen)
- 2014: Drachenzähmen leicht gemacht 2 (How to Train Your Dragon 2, Stimme von Haudrauf der Stoische)
- 2016: Das Glück des Augenblicks (A Family Man)
- 2016: Gods of Egypt
- 2016: London Has Fallen
- 2017: Geostorm
- 2018: Criminal Squad (Den of Thieves)
- 2018: Keepers – Die Leuchtturmwärter (The Vanishing)
- 2018: Hunter Killer
- 2019: Drachenzähmen leicht gemacht 3: Die geheime Welt (How to Train your Dragon: The Hidden World, Stimme von Haudrauf der Stoische)
- 2019: Drachenzähmen leicht gemacht: Die guten alten Zeiten (How to Train your Dragon: Homecoming, Kurzfilm, Stimme von Haudrauf der Stoische)
- 2019: Angel Has Fallen
- 2020: Greenland
- 2021: Copshop
- 2022: Chase (Last Seen Alive)
- 2023: Plane
- 2023: Kandahar
- 2025: Criminal Squad 2 (Den of Thieves 2: Pantera)
- 2025: Drachenzähmen leicht gemacht (How to Train Your Dragon)

### Filmproduzent
- 2009: Gesetz der Rache (Law Abiding Citizen)
- 2012: Kiss the Coach (Playing for Keeps)
- 2013: Olympus Has Fallen – Die Welt in Gefahr (Olympus Has Fallen)
- 2015: Septembers of Shiraz
- 2016: London Has Fallen
- 2016: Das Glück des Augenblicks (A Family Man)
- 2018: Criminal Squad (Den of Thieves)
- 2018: Keepers – Die Leuchtturmwärter (The Vanishing)
- 2018: Hunter Killer
- 2019: Them That Follow
- 2019: Angel Has Fallen
- 2020: Greenland
- 2021: Copshop
- 2022: Chase (Last Seen Alive)
- 2023: Plane
- 2023: Kandahar
- 2024: The Bricklayer – Tödliche Geheimnisse (The Bricklayer)
- 2025: Criminal Squad 2 (Den of Thieves 2: Pantera)

## Gastauftritte
- 2001: An Unsuitable Job for a Woman (Episode: Playing God)
- 2004: Breakfast
- 2004: GMTV
- 2004: HBO First Look
- 2005: The Ellen DeGeneres Show
- 2005: The Late Late Show with Craig Ferguson
- 2005: The Tonight Show with Jay Leno
- 2005: Eigo de shabera-night (Interview)
- 2007: Late Night with Conan O’Brien
- 2009: The Jay Leno Show (Episode 1x09)
- 2010: Formula 1: BBC Sport (Episode 1)
- 2010: Nyhetsmorgon (Episode 1)
- 2013: Wetten, dass..?

## Auszeichnungen
- 2007: MTV Movie Awards (Best Fight) für 300
- 2007: Taurus World Stunt Award (Action Star of the year) für 300
- 2007: Spike TV Guy’s Choice Award (Best Ass Kicker) für 300
- 2008: Best Trained Man „Flexi“, Flex Magazine für 300
- 2011: Goldene Himbeere Nominierung Schlechtester Schauspieler in Der Kautions-Cop
- 2011: Goldene Himbeere Nominierung Schlechtester Leinwandpaar (zusammen mit Jennifer Aniston) in Der Kautions-Cop
- 2016: Goldene Kamera Schauspieler International
- 2017: Goldene Himbeere Nominierung Schlechtester Schauspieler in Gods of Egypt und London Has Fallen